# Kuligi (Stany)
Kuligi – część wsi Stany w Polsce położona w województwie podkarpackim, w powiecie stalowowolskim, w gminie Bojanów.
W latach 1975–1998 Kuligi administracyjnie należały do województwa tarnobrzeskiego.